# 环市街道

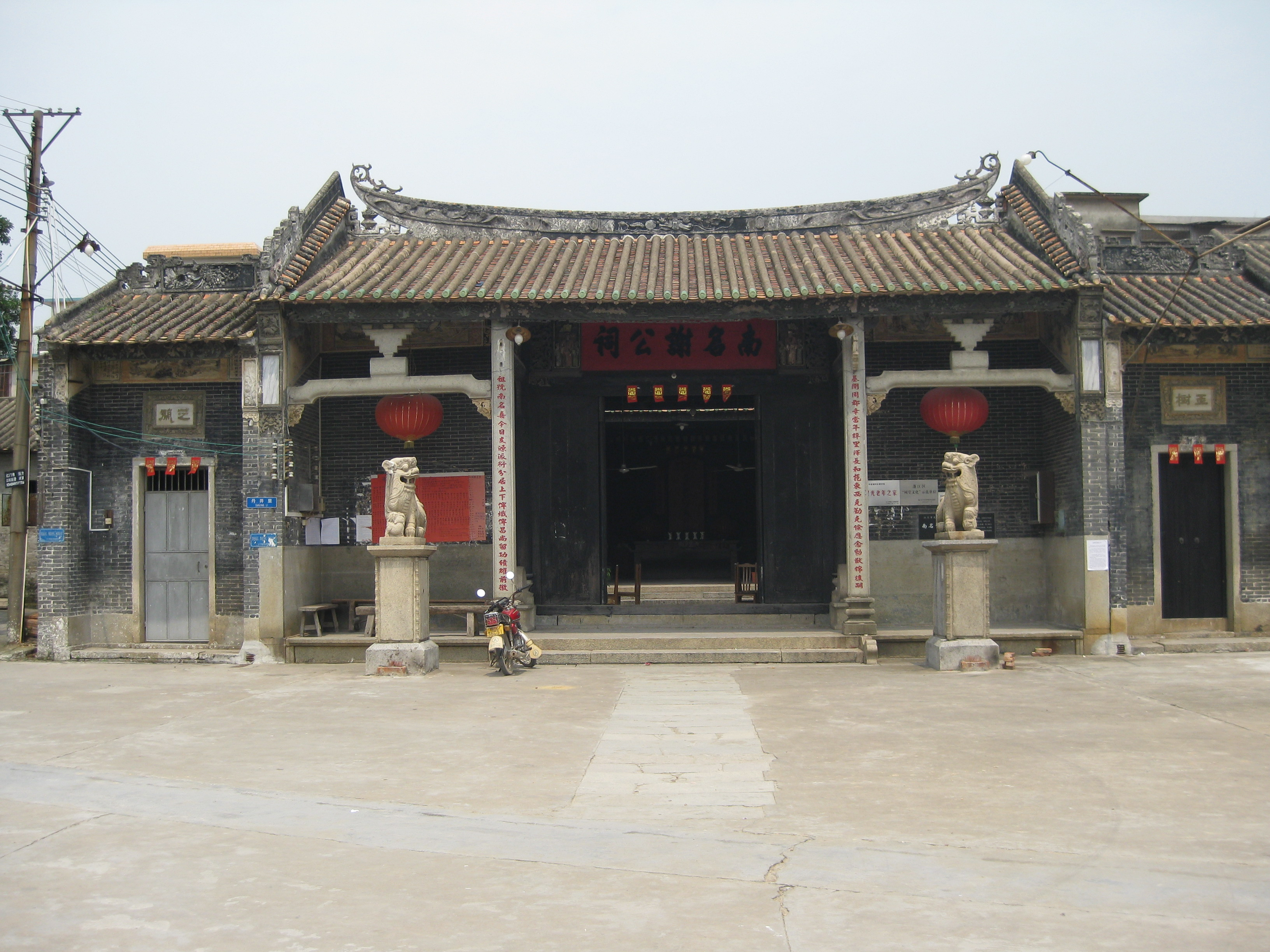
位於丹灶鄉的南名謝公祠

环市街道，是中华人民共和国广东省江门市蓬江区下辖的一个街道办事处，是蓬江區政府所在地。

## 地理
环市街道位於蓬江區中部，北與棠下鎮相連，东隔西江与荷塘镇和潮连岛相望，与潮连街道毗邻，南与白沙街道办事处接壤，西与杜阮镇毗邻。

## 歷史
明、清時，环市之地为新会县中乐都轄地，民國時，屬新會縣第三区，1952年屬新會縣第十二区，1955年属杜阮區，1958年併入江门市郊区公社管辖，1977年成立环市公社，1983年改为环市区，1987 年先改乡，及后建镇，1995年南部的滘头脱离环市升为街道办事处，2004年环市镇改为街道办事处，多个村改为社区（如：篁边村改篁边社区）。2006年辖下的白沙併入沙仔尾街道并改名为白沙街道。2007年11月3日篁边社区首个流动人口服务中心正式启用。
2015年，江门市人民政府批复同意蓬江区调整部分街道行政区划，将原北街街道办事处管辖的港口二路－白石大道－甘棠路－发展大道－西江边－港口二路围闭区域（即丽苑社区、群众社区和白石经联社辖下群华、群裕、连源、仁和、青龙、新城、龙华、永兴、大成9个经济社）、原仓后街道办事处管辖的五邑大学校园区域整体划入环市街道办事处管辖。调整后，环市街道辖21个社区居委会和9个经联社，街道办事处驻地不变（建设路57号）。

## 交通
松古公路（532县道）和江沙公路（272省道）在环市交会，而江门市新汽车站亦坐落在环市，广珠铁路在此设立江门站。

## 行政区划
环市街道下辖以下地区：
五福社区、天龙社区、东风社区、龙溪社区、怡福社区、育德社区、石冲社区、怡康社区、里村社区、双龙社区、耙冲社区、群星社区、篁庄社区、联合社区、篁边社区、好景社区、碧桂园社区、丽苑社区、群众社区、丰雅社区、天福社区、东联社区、发展社区、宏达社区、江侨社区和龙福社区。